# پاتخت ۳
پاتخت ۳ یک روستا در ایران است که در بخش مرکزی شهرستان خرم‌آباد در استان لرستان واقع شده‌است.

## جمعیت
این روستا در دهستان کاکاشرف قرار دارد و براساس سرشماری مرکز آمار ایران در سال ۱۳۸۵، جمعیت آن ۷۳ نفر (۱۴ خانوار) بوده‌است.